# Felitto
Felitto è un comune italiano di 1 167 abitanti della provincia di Salerno in Campania.
Il comune, situato nella Val Calore e sede amministrativa dell’Unione dei Comuni Alto Calore, è noto per la presenza delle gole del Calore (situate in località Remolino) e per la produzione del fusillo di Felitto, un formato di pasta riconosciuto col marchio IGP.

## Geografia fisica
Felitto sorge nell'entroterra centrale cilentano, lungo la valle del fiume Calore e sulla SS 488. I centri abitati più vicini a livello stradale sono Castel San Lorenzo, Magliano Nuovo, Villa Littorio, Roccadaspide, tutti e 4 distanti circa 11 km (gli ultimi due tramite uso di una deviante). Il comune è diviso da Magliano Vetere, Monteforte e Trentinara tramite una lunga e frastagliata costa montuosa le cui maggiori alture sono date dai monti Faito (1.161 m s.l.m.), Vesole (1.210 m s.l.m.) e Monte Chianiello (1.314 m s.l.m.), mentre da Bellosguardo tramite le rive del torrente Ripiti, affluente del Fasanella. Oltre al Vesole, Chianello e al Faito, per metà nei territori di Magliano, Monteforte e Trentinara, altri monti presenti nel territorio comunale sono il Ceglie (602 m s.l.m.) ed il Cerzito (480 m s.l.m.).
- Classificazione sismica: zona 2 (sismicità media), Ordinanza PCM. 3274 del 20/03/2003.

## Storia
Il paese è un borgo medievale che conserva ancora numerose torri di guardia e mura di cinta, tipiche dell'anno 1000. L'origine di Felitto è da ricondurre a qualche secolo prima dell'anno 1000. Strategicamente la posizione era straordinaria: sopraelevata, inaccessibile o accessibile con molta difficoltà dai quattro lati con la possibilità di controllare con facilità tutta la valle del Calore. Facile difesa naturale del posto, possibilità di avvistare con molto anticipo eventuali pericoli, presenza abbondante sul posto di ottima pietra da costruzione e da calce, nonché di sabbia in zona relativamente vicina (Casale), possibilità di rifornirsi d'acqua sia per la vicinanza del fiume Calore e sia per la presenza nel raggio di pochi chilometri di diverse piccole sorgenti, rendevano il posto ideale per un insediamento stabile e sicuro. Una delle prime apparizioni di Felitto, risale ad una bolla di Papa Bonifacio VIII in cui si citava un borgo denominato come "Felix", da cui Felitto. Il paese era dotato di un notevole complesso murario fortificato, lungo circa 700 metri e formato da 13 torrioni di cui tre di forma quadrata. Il primo documento che testimoni l'esistenza di questa cinta difensiva è del 1860. Nel centro storico è ancora oggi conservato un antichissimo castello risalente al periodo angioino. La cinta muraria risulta solo parzialmente intatta (7 sono i torrioni ancora presenti, tutti rotondi), poiché demolita in alcune parti.
Dal 1811 al 1860 ha fatto parte del circondario di Roccadaspide, appartenente al Distretto di Campagna del Regno delle Due Sicilie.
Dal 1860 al 1927, durante il Regno d'Italia ha fatto parte del mandamento di Roccadaspide, appartenente al Circondario di Campagna.
Il comune di Felitto registrò rilevanti moti migratori in due fasi della sua storia: dapprima alla fine del XIX secolo, con la popolazione locale che iniziò a cercare fortuna verso il continente americano (Tale fenomeno, però, non comportò una forte decrescita demografia, complice le misure a sostegno per l'aumento della popolazione nazionale negli anni trenta) e successivamente a partire dagli anni sessanta, periodo da cui l'ente registra un rilevante calo demografico. Inizialmente, per questa seconda fase, l'emigrazione era rivolta all'estero (Svizzera e Germania in particolare) ma, da decennio seguente, essa si orientò verso l'Italia del Nord. Successivamente, un cospicuo numero di abitanti di Felitto, si è trasferito, per motivi di lavoro, nei centri costieri della provincia: Salerno, Battipaglia, Paestum e Agropoli. 
Collegato a questo fenomeno, nel 2023 l'amministrazione comunale intraprese il processo di gemellaggio con Old Forge, comune degli Stati Uniti d'America, in cui è presente una foltissima schiera di italoamericani con origini felittesi, "eredi" dei primi fenomeni migratori del XIX secolo. L'accordo ufficiale tra i due enti venne approvato dai rispettivi consigli comunali nel corso del 2024.
In passato era anche chiamato Filetto.

### Simboli
Lo stemma del comune si presenta d’argento, all'olmo nodrito su una pianura erbosa, cimato da un gallo, il tutto al naturale. Il gonfalone è un drappo partito di verde e di bianco.

## Monumenti e luoghi d'interesse

### Aree naturali
Felitto è immerso nella natura del Parco Nazionale del Cilento e Vallo di Diano. Animali come la lontra ed altri si sono stanziati qui, trovando rifugio e cibo in maniera naturale. Presso la località Remolino è inoltre possibile visitare le Gole del Calore, non lontano dal ponte medievale di Felitto.

## Società

### Evoluzione demografica
Abitanti censiti

### Etnie e minoranze straniere
Al 1º gennaio 2022 a Felitto risultano residenti 45 cittadini stranieri, pari al 3.9% della popolazione residente. Le nazionalità principali sono:
- Romania: 30
- Bulgaria: 4
- Pakistan: 3

### Religione
La maggioranza della popolazione è cristiana cattolica. Le chiese principali sono:
- Chiesa di Santa Maria dell'Assunta (chiesa madre)
- Chiesa del Rosario
- Chiesa di Santa Maria di Costantinopoli.

La chiesa madre si trova nel centro storico, mentre quella del Rosario al centro dal paese. La chiesa di Santa Maria di Costantinopoli ha luogo nella località Casale.
Nel territorio sono presenti anche due cappelle: quella di San Vito, che si trova nell'omonima località, e quella di San Ciriaco, nella località Casale.

### Cucina
Il centro è famoso per il fusillo, un tipo di pasta, prodotta in maniera artigianale.

## Geografia antropica

### Località
Felitto conta 30 località composte per lo più da gruppi di case sparse e cascinali. Fra queste Campanaro, Casale, Maruzza, Pietracute, Santoianni, Starza e Torre sorgono lungo la strada regionale . La località più grande è quella di San Vito che confina con il territorio di Bellosguardo. Le località felittesi, in ordine alfabetico, sono:
- Acqua delle Donne
- Acquanoceta
- Alvani
- Barbagiano
- Bosco Grande
- Cammarose
- Campanaro
- Carpineto
- Carrozzo
- Casale
- Cerzito
- Chianelisi
- Difesa Lombi
- Difesa Principe
- Fossa del Lupo
- Lago
- Margheriti
- Maruzza
- Mazzarella
- Montagnano
- Palumbo
- Pazzano
- Piano d'Elise
- Pietracute
- Remolino
- San Giorgio
- San Pietro
- San Vito
- Santoianni
- Serre
- Starza
- Territorio
- Torre
- Vignali

## Economia
Il territorio è destinato alla produzione agricola, con una forte produzione di vino, olio e castagne. Negli ultimi anni del XX secolo ha conosciuto un primo sviluppo del settore terziario e turistico, grazie all'accesso alle Gole del Calore in località di Remolino, bagnata dall'acque del fiume Calore Lucano.

### Prodotti tipici

#### Fusillo di Felitto
"U' fusillu" prodotto a Felitto è un cilindro di pasta cavo, lungo dai 18 ai 22 cm che si prepara a mano, utilizzando uova, farina, sale acqua, olio d'oliva, e l'ausilio di un ferro sottilissimo a 4 facce. La sua origine è legata a una leggenda: si narra che nel XVI secolo, durante un assedio della cittadina durante il quale gli abitanti resistevano da oltre 10 giorni, il comandante chiese alle donne di cucinare qualcosa con i prodotti che avevano a disposizione, cosicché le donne, prepararono, per la prima volta il Fusillo di Felitto con uova e farina. Al di là di questa leggenda è accertato che questa produzione vanta una tradizione secolare, tramandata oralmente tanto da rappresentare il piatto tipico dei giorni di festa a Felitto; nel tempo la produzione del fusillo si è però tramutata da familiare ad artigianale.

#### I taralli di San Vito
Un impasto formato da farina, acqua e sale è alla base della preparazione dei taralli che si preparano per il santo patrono Vito. La tradizione vuole che, questa preparazione, avvenga nei giorni precedenti alla processione del 15 giugno per poi donare, tali taralli, ai fedeli che accompagneranno San Vito nel giorno festivo. La suddetta processione è molto sentita dalla popolazione locale e ha una lunghezza pari ai 7 km, partendo dalla cappella di San Vito, ai confini con il comune di Bellosguardo, per poi arrivare fino alla Chiesa Santa Maria dell'Assunta situata nel centro urbano di Felitto.
Dopo la loro formatura, vengono messi in acqua bollente ("scaurati" in dialetto campano). a cui segue un tuffo in acqua fredda e una lisciatura con le mani della superficie, che così diviene compatta e lucente. Poi vengono cotti in forno fino alla doratura.

## Infrastrutture e trasporti

### Strade
- Strada Regionale 488/b Controne (bivio SP 246)-Roccadaspide-Castel S.Lorenzo-Felitto.
- Strada Regionale 488/c Felitto-Ponte Rotto-Bivio Magliano-Stio(Innesto SP 47).

## Amministrazione
Il consiglio Comunale è composto da 11 membri, di cui 8 per la maggioranza e 3 di minoranza. La giunta viene retta dal sindaco, il vicesindaco e l’amministratore ai lavori pubblici.

### Lista dei sindaci
| Periodo          | Periodo           | Primo cittadino          | Partito                          | Carica                  | Note |
| ---------------- | ----------------- | ------------------------ | -------------------------------- | ----------------------- | --- |
| 18 marzo 1943    | 21 luglio 1946    | Giovanni Sabatella       |                                  | commissario prefettizio | |
| 21 luglio 1946   | 2 giugno 1947     | Scipione Giardino        | lista civica                     | sindaco                 | |
| 2 giugno 1947    | 2 settembre 1948  | Umberto Scairati         | lista civica                     | sindaco                 | |
| 2 settembre 1948 | 15 settembre 1948 | Federico Antonio Tarallo | lista civica                     | sindaco                 | |
| 26 maggio 1952   | 27 maggio 1956    | Antonio Di Stasi         | lista civica                     | sindaco                 | Il simbolo elettorale era rappresentato da una bandiera tricolore con la scritta “Giustizia”                                                                             |
| 27 maggio 1956   | 16 dicembre 1957  | Ivone Benedetto          | lista civica (DC)                | sindaco                 | Il simbolo elettorale era rappresentato da un cerchio con al suo interno una "Pala".                                                                                     |
| 16 gennaio 1958  | 8 giugno 1970     | Francesco Gatto          | Democrazia Cristiana             | sindaco                 | Per le elezioni del 1960 venne utilizzato il disegno di una “campana" come logo elettorale. Per le tornate elettorali del 1964 e 1970 il simbolo dello "Scudo crociato". |
| 8 giugno 1970    | 9 giugno 1980     | Pasquale Morena          | lista civica Tromba              | sindaco                 | Gruppo politico vicino al Partito Socialista Italiano. Il simbolo elettorale era rappresentato da un cerchio con una Tromba al centro.                                   |
| 9 giugno 1980    | 23 aprile 1995    | Francesco Gatto          | Democrazia Cristiana             | sindaco                 | Il simbolo elettorale fu lo “Scudo crociato” della Democrazia Cristiana. Dopo la fine della DC, per le elezioni del 1995 il logo fu incentrato sull'" Ancora.            |
| 23 aprile 1995   | 13 giugno 2004    | Donato Di Stasi          | lista civica Insieme per Felitto | sindaco                 | Il simbolo elettorale fu la "Torre" medievale, situata in via Francesco Alario. Lista vicino al centro-sinistra.                                                         |
| 13 giugno 2004   | 27 maggio 2019    | Maurizio Caronna         | lista civica Ambiente e sviluppo | sindaco                 | Il simbolo elettorale fu una “Colomba bianca”. |
| 27 maggio 2019   | in carica         | Carmine Casella          | lista civica Per Felitto         | sindaco                 | Il simbolo elettorale è il "Ponte" medievale, situato in località Casale, con alle spalle il tricolore italiano.                                                         |

### Gemellaggi
- Old Forge

### Altre informazioni amministrative
Il comune fa parte della comunità montana Calore Salernitano e dell'unione dei comuni Alto Calore fin dalle fondazioni di questi enti, avvenute rispettivamente nel 1976 e nel 2001.
Le competenze in materia di difesa del suolo sono delegate dalla Campania all'Autorità di bacino regionale Sinistra Sele e all'Autorità di bacino interregionale del fiume Sele.

## Sport

### Impianti sportivi
La squadra del paese è l'U.S. Felitto, club militante nella seconda categoria. Il club gioca le partite casalinghe al "Campo Sportivo Pietracute".
Sono presenti inoltre campetto polivalente (calcio a 5 e pallavolo), un campo da tennis, un campo di bocce e una piscina attiva soltanto nel periodo estivo.